# MultiNet
MultiNet ist ein Formalismus zur Wissensrepräsentation und zur Bedeutungsdarstellung natürlichsprachlicher Ausdrücke. Die Abkürzung steht für multilayered extended semantic networks (mehrschichtige erweiterte semantische Netze). 
Das MultiNet-Paradigma wurde von Hermann Helbig als Erweiterung früherer semantischer Netze entwickelt. Es handelt sich um einen Formalismus, der im Unterschied zu anderen Methoden
der Wissensrepräsentation besonders auf die Darstellung natürlichsprachlich formulierten Wissens zielt. Hierzu wird ein Repertoire von etwa 140 Relationen und Funktionen bereitgestellt, die typische semantische Beziehungen zwischen Konzepten erfassen. Ferner werden Knotenattribute für Aspekte wie Generalisierungsgrad, Quantifikation und Faktizität eingeführt, die eine präzise Beschreibung der Begriffsbedeutung gestatten. Als weitere Besonderheit können in MultiNet Teilnetze eingekapselt und durch einen Knoten höherer Ordnung repräsentiert werden, der selbst wieder als Argument von Relationen und Funktionen auftreten kann.
Der Ansatz wurde in zahlreichen praktischen Anwendungen des Natural Language Processing (NLP) eingesetzt. Verwendet wurde er beispielsweise für die Implementierung von 
natürlichsprachlichen Schnittstellen zum Internet, für Frage-Antwort-Systeme über semantisch annotierten Korpora mit Millionen von Sätzen, in tief-semantischen Suchmaschinen, für die semantisch basierte Lesbarkeitsüberprüfung von Texten sowie für die semantisch basierte Erkennung von Duplikaten und Plagiaten. In der (auch kommerziell verfügbaren) bedeutungsorientierten, kognitiven Suchmaschine SEMPRIA-Search dient der MultiNet-Formalismus beispielsweise als Grundlage für die Beschreibung des Computerlexikons bzw. der Hintergrund-Wissensbasis, für die syntaktisch-semantische Analyse, für die logische Antwortfindung und für die Generierung natürlichsprachlicher Antworten.
Die auf dem MultiNet-Paradigma aufbauende Sprachverarbeitungstechnologie wurde 2019 von der Jury des #KI50-Projekts  in der Rubrik Automatische Sprachverarbeitung als „bedeutender Beitrag für ein kognitiv orientiertes Sprachverstehen durch den Computer“ eingeschätzt. Der MultiNet-Formalismus wird durch verschiedene Software-Werkzeuge unterstützt. Diese werden unter anderem als Grundlage für den Aufbau eines großen semantikbasierten Computerlexikons verwendet. Die Werkzeugpalette umfasst einen Parser für das Deutsche, der natürlichsprachliche Ausdrücke (Phrasen, Sätze oder Texte) in formale MultiNet-Ausdrücke überführt; eine Werkbank für den Wissensingenieur, die Wissensakquisition und automatische Wissensverarbeitung unterstützt; und eine Werkbank für den Computerlexikographen, die Aufbau und Verwaltung großer Computerlexika vereinfacht.